# 横四方固

横四方固の基本形

横四方固（よこしほうがため）は、柔道の固技の抑込技の一つ。講道館や国際柔道連盟 (IJF) での正式名。IJF略号YSG。

## 概要
仰向けの相手の側方から四方に抑え込む技。
IJFワールド柔道ツアーの一本での決まり技頻度は、2016年と2017年、ともに1位である。
基本形は相手が仰向けに寝た状態で、相手の側方から首の下に差し込んだ腕で後ろ襟を掴み首を固め、残った腕で相手の股間を通して臀部あたりの下穿きまたは後帯、横帯を掴み自分の胸で相手の上に乗り、腰を低く落として相手の動きを封じ抑え込む。柔道と異なり顔に手を当てる行為が許されている格闘技では手で下の者が上の者の顔を下の者の足側に押して下からの縦三角絞で逃れられることが多く、横四方固は腕を股間に通す基本形以外で抑え込むのが良いとされる。この技は、相手の上体をいかに制するかがポイントとなります。別名横固（よこがため）、閂固（かんぬきかため）。腕挫腋固の閂固とは異なる技である。
試合での実例
- ロサンゼルスオリンピック柔道男子無差別級決勝戦

×モハメド・ラシュワン（エジプト） （横四方固） 山下泰裕（日本）○ 

## 変化

### 崩横四方固
崩横四方固（くずれよこしほうがため）は相手の右から抑える場合、左手を相手の左肩下から回して相手の左横帯を取り、その左肩前部で相手の上体を制し、右手で相手の左下穿きを制するまたは相手の背の下を通して左袖を取る横四方固。
腕緘のV1アームロックを掛けながらの崩横四方固もある。
相手の右側から抑え込む場合、左手を右肩越しに後帯を取り、右手は相手の股間を通して臀部あたりの下穿きを掴む崩横四方固もある。
相手の右側から抑え込む場合、左手を右肩越しに後襟を取り、右手は相手の体の下を通して相手の左襟をつかんで両手を引きしめての崩横四方固めもある。
右前腕を相手の左側の床につけ相手の動きに応じて右前腕部を移動しコントロールしながら、右肘を相手の左腰に当て抑え込む方法やこの方法から相手の左上腕部を左腋で抑える崩横四方固もある。
相手の右から抑え込む場合、左手で相手の顎を超えて左肩を握り、右手で相手のどちらかの腿辺りか相手の体の下を深く取って腰を取っての崩横四方固めもある。

#### 胸固

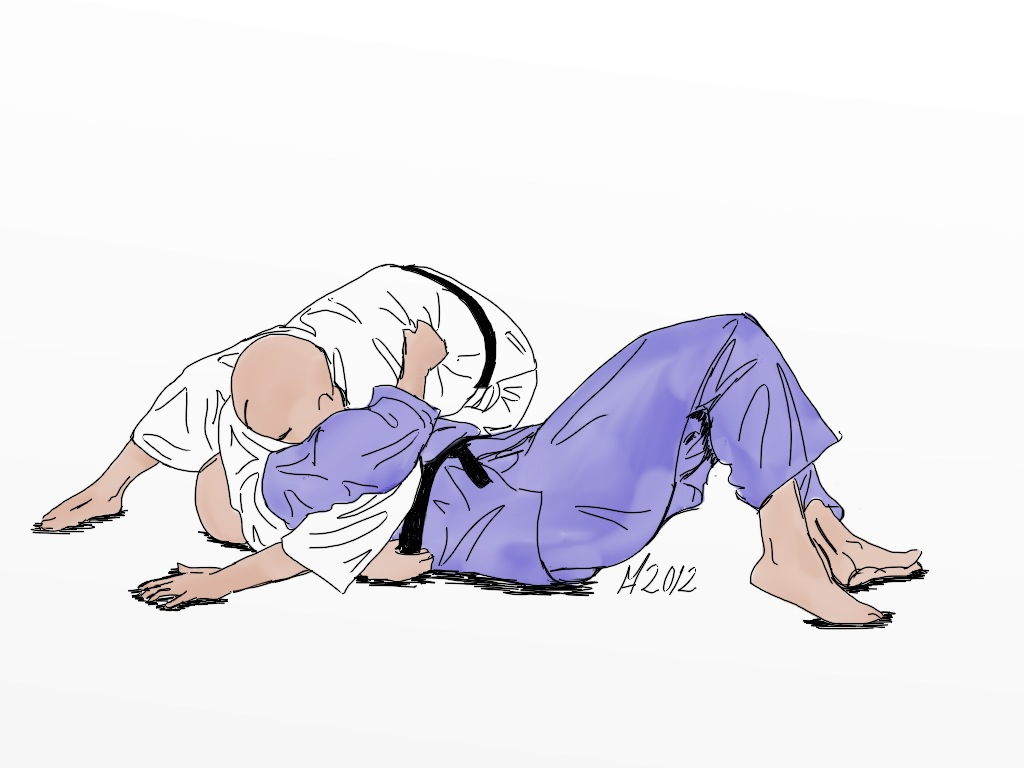
胸固のイラスト

胸固（むねがため）は受の左からの抑え込みの場合、右手で受の右肩越しに後帯を取り、左腕で受の右腋を掬って胸を合わせて抑え込む崩横四方固。柔道家の柏崎克彦は、横四方固の基本は胸固と考えている、と述べている。理由として、受の帯を持つことにより直接、力が伝わり、受の腰の動きをいくらか制することができる為だとしている。

#### 肩抑固
肩抑固（かたおさえがため）は受の右から受の左腕を左腋下に巻き込んで胸で抑えつけながら抑え込む崩横四方固。左手を受の後頭部に置き、右手は受の左上腕部を手前に引いて左腋下に巻き込んだあとは受の左肩付近の床につく。四つんばいの受の左から受の左腕を両手で引いて受の右から受の左腕を左腋下で巻き込んで抑え込む方法両肘取返し（りょうひじとりがえし）もある。サンボでは肩関節技としても使用できる。別名肘取り腕固め（ひじとりうでがため）。

#### 両所攻
両所攻（りょうしょぜめ）は自身の右脇腹で相手の後頭部を押し上げながら相手の首を曲げ、相手の両腕を腕と脚で制しながら抑え込む崩横四方固。右腕で相手の左腕を制し、両脚で相手の右腕を制す。柔道家の尾形源治は1930年の書籍『柔道神髄』でこの技を紹介している。尾形源治はこの技と地獄絞を合せて「両所攻」と呼んでいる。柔道家の大滝忠夫は1959年の自著でこの技を紹介している。

### 十字固
十字固（じゅうじがため）は相手の左側から抑え、右膝を相手の左腋に左膝を相手の右腰に当て、右手は相手の右肩の上より回して相手の右腋下辺りを取り、左肘を相手の右腰に当て床に付き、右掌は前方の床につく横四方固。右掌は相手の動きに応じて着く位置を変える。
右腕は曲げ右肘を相手の右腋下に当て右手で相手の右横帯または右脇腹辺りを取り、左手は上記と同様にするか相手の脇腹を右手と相対してとっても良い。IJFの十字固とは異なる技である。

### 胸頭固

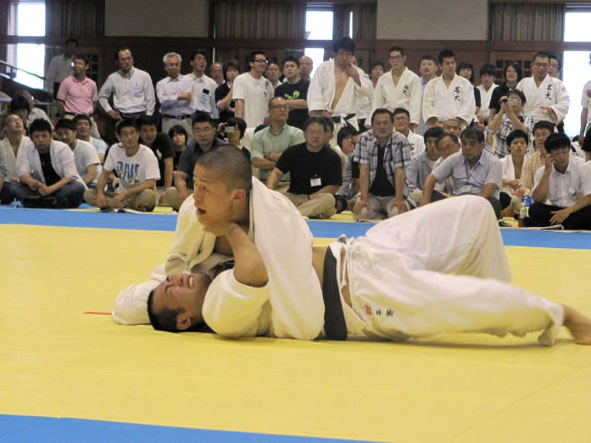
七大学柔道大会における胸頭固

胸頭固は取が受の首と右（左）腋を両腕で抱える左（右）からの横四方固。別名ベンガラ。

### 腋取り固め
腋取り固め（わきとりがため）は受の右（左）腕を取の右腋で抱え、左（右）手で受の後襟を取ながらの受の右（左）からの横四方固。

### 前すそ取り横四方固め
前すそ取り横四方固め（まえすそとりよこしほうがため）は左腋で相手の右腕を抱え、右腕を相手の胴の下を通して右手で相手の上衣の右裾を掴み顎で相手の右脇腹を抑えての横四方固。がぶりの体勢から左腋で相手の右腕を抱えハーフネルソンにし、右手で相手の右裾を掴んで左に横転して入ることが多い。

### マット・ヒューズ・ポジション
マット・ヒューズ・ポジションは相手の右から自身の脚で相手の右腕、腕で相手の左腕を制しての横四方固。MMAでは相手の頭部にパウンドや肘打ちを放つことが容易になる。マット・ヒューズの得意技。海外ではクルシフィックス（Crucifix）と称される。

### 春日ロック

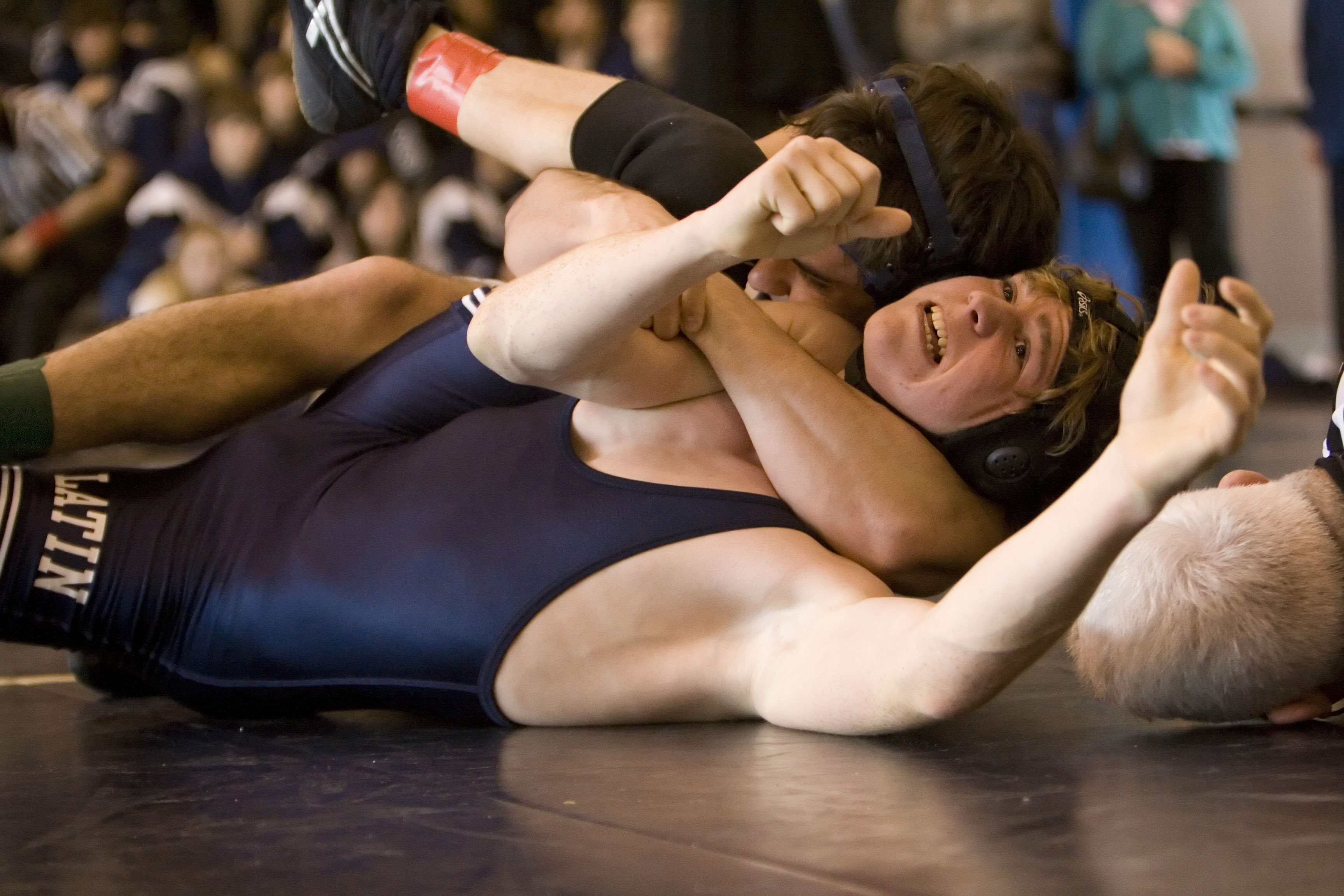
春日ロックと同形態のレスリングのエビ固め

春日ロック（かすがロック）は片腕で相手の頭部をもう一方の腕で自分側の相手の片脚を抱え込んで両手を組んで相手をレスリングのエビ固めにしての抑込技。横四方固だが一部は崩袈裟固である。亀姿勢の相手の頭部と自分の反対側の片脚を抱え込んだあと様々な形で相手を仰向けにする。相手の頭部側に返したり、ブリッジで自らの後方に返したり、相手の背面の上を前転して相手を横転させたりする。講道館少年部である春日柔道クラブで小室宏二がよく教えていた。別名クレイドル。
試合での実例
- グランドスラム・デュッセルドルフ2018女子63 kg級戦

×ソフィア・ベラター（モロッコ） （1:04 横四方固） メイリン・デル＝トロ＝カルバハル（キューバ）○

### 顔固
顔固（かおかため）は相手の右から左腋で相手の右腕を抱え、右手は相手の奥襟を甲を床について取り、左爪先はたて、左膝は相手の右胸辺りにあて左脚を左に伸ばし踏ん張って体を支え右顔面を相手の胸から喉辺りを抑える横四方固。

### 片手制横四方固
片手制横四方固（かたてせいしよこしほうかため）は相手の遠い方の腕を腋下と胸で制しながらの横四方固。右から横四方固で抑えこんでいた時、相手が左腕を右に伸ばして横に着こうと腹ばいになろうとしたらその上腕を左腋下と胸で抑え、右爪先たてて右膝を立て相手の右横腹辺りに密着させて、左脚を後方に伸ばして爪先立てて踏ん張り、右腕は相手の背を抱え込み、左腕は相手の右肩を通して相手の頭部を抱え左掌を地に着く。あるいは左手は相手の後襟を取る。

## 特徴
一説には抑込技の中で極ったときに一番脱出が困難といわれる。上から体重を乗せてきている相手をベンチプレスのように真上に腕力で押しのけようとする、闇雲にブリッジ連打する等、勢いのみで外そうとする寝技の未熟な者は脱出が難しく、抜けられても非常に体力を浪費する。
基本的な脱出の仕方としては、瞬間的なブリッジで数 cmでも浮かして、戻られる前にエビで横にずれて力の掛け合いを垂直方向から斜め方向へずらし、再度密着しようと追ってくる相手の腰を手で制しつつ、相手側の膝を先に突っ込む、といった動きがある。